# Vajkovce
Vajkovce – wieś (obec) na Słowacji położona w kraju koszyckim, w powiecie Koszyce-okolice. Pierwsze wzmianki o miejscowości pochodzą z roku 1630. 
Według danych z dnia 31 grudnia 2012, wieś zamieszkiwały 652 osoby, w tym 322 kobiety i 330 mężczyzn.
W 2001 roku rozkład populacji względem narodowości i przynależności etnicznej wyglądał następująco:
- Słowacy – 91,85%
- Czesi – 0,56%
- Romowie – 6,85%

Ze względu na wyznawaną religię struktura mieszkańców kształtowała się w 2001 roku następująco:
- Katolicy rzymscy – 38,33%
- Grekokatolicy – 7,59%
- Ewangelicy – 10,19%
- Ateiści – 2,78%
- Nie podano – 2,41%